# Marc B
Marc B er kunstnernavnet for Marc Blacha (født 13. november 1984) en dansk Mixtape DJ, artist manager og promotor. Han blev i 2006 valgt, som eneste europæer, til at være medlem af Jermaine Dupris eksklusive mandskab af DJ's – DEF DJs. På hans mixtapes finder man en masse kunstnere; fra platinum rappers til basement MC's.
Marc B blev ved Mixtape Awards 2006 nomineret til kategorien Best International Mixtape DJ.
I oktober 2014 blev Marc Blacha idømt seks måneders fængsel for 93 gange at have solgt værdiløse annoncer til danske firmaer over telefonen fra Dubai, hvor han dengang var bosat.

Blev I Februar 2015 dømt i Københavns Byret for at have snydt virksomheder til at købe annoncer i telefonbøger og på internettet. Han fik 18 måneders fængsel

## Udgivelser

### Mixtapes
- Takeover, DEF DJs, 2007.